# Triathlon ai I Giochi olimpici giovanili estivi
Le gare di triathlon ai I Giochi olimpici giovanili estivi sono state disputate all'East Coast Park di Singapore il 15, 16 e 19 agosto. Sono state assegnate le medaglie nella gara maschile, nella gara femminile e nella gara mista a cui prendevano parte selezioni continentali formate da quattro triatleti.
Il percorso delle gare individuali era composto da 750 metri da coprire a nuoto, 20 chilometri in bicicletta (equivalenti a tre giri) e cinque chilometri di corsa (due giri), ogni frazione delle staffette prevedeva 250 metri di nuoto, 7 chilometri di bicicletta e 1,7 chilometri di corsa.

## Atleti qualificati

### Ragazzi
| Numero di partenza | Nome                       | Paese                    |
| ------------------ | -------------------------- | ------------------------ |
| 1                  | Miguel Fernandes           | Portogallo (bandiera)    |
| 2                  | Ru Cheng                   | Cina (bandiera)          |
| 3                  | Iuri Vinuto Josino         | Brasile (bandiera)       |
| 4                  | Octavio Oliveros           | Messico (bandiera)       |
| 5                  | Gabriel Zumbado            | Costa Rica (bandiera)    |
| 6                  | Tim Law Leong              | Hong Kong (bandiera)     |
| 7                  | Aaron Barclay              | Nuova Zelanda (bandiera) |
| 8                  | Abrahm Louw                | Namibia (bandiera)       |
| 9                  | Gábor Hankó                | Ungheria (bandiera)      |
| 10                 | Andrew Hood                | Regno Unito (bandiera)   |
| 11                 | Diego Paz Sobreira         | Spagna (bandiera)        |
| 12                 | Livio Molinari             | Italia (bandiera)        |
| 14                 | Jérémy Obozil              | Francia (bandiera)       |
| 15                 | Yuuki Kubono               | Giappone (bandiera)      |
| 16                 | Alois Knabl                | Austria (bandiera)       |
| 17                 | Ji Hong Lee                | Corea del Sud (bandiera) |
| 18                 | Juan Jose Andrade Figueroa | Ecuador (bandiera)       |
| 19                 | Boyd Littleford            | Zimbabwe (bandiera)      |
| 20                 | Brook Powell               | Canada (bandiera)        |
| 21                 | Thomas Jurgens             | Belgio (bandiera)        |
| 22                 | Ryan Gunn                  | Bermuda (bandiera)       |
| 23                 | Andres Eduardo Diaz        | Colombia (bandiera)      |
| 24                 | Kirill Uvarov              | Kazakistan (bandiera)    |
| 25                 | Lautaro Díaz               | Argentina (bandiera)     |
| 26                 | Michael Gosman             | Australia (bandiera)     |
| 27                 | Kevin McDowell             | Stati Uniti (bandiera)   |
| 28                 | Lukas Kocar                | Rep. Ceca (bandiera)     |
| 29                 | Andiry Sirenko             | Ucraina (bandiera)       |
| 30                 | Wian Sullwald              | Sudafrica (bandiera)     |
| 31                 | Scott Ang                  | Singapore (bandiera)     |
| 32                 | Tobias Klesen              | Germania (bandiera)      |
| 33                 | Carlos Alfredo Perez       | Venezuela (bandiera)     |

### Ragazze
| Numero di partenza | Nome                     | Paese                    |
| ------------------ | ------------------------ | ------------------------ |
| 1                  | Hui Wai Sum, Vincci      | Hong Kong (bandiera)     |
| 2                  | Kelly Whitley            | Stati Uniti (bandiera)   |
| 3                  | Monika Orazem            | Slovenia (bandiera)      |
| 4                  | Leslie Amat Alvarez      | Cuba (bandiera)          |
| 5                  | Mingxiu Ma               | Cina (bandiera)          |
| 6                  | Clara Wong               | Singapore (bandiera)     |
| 7                  | Mattika Maneekaew        | Thailandia (bandiera)    |
| 8                  | Andrea Arenas            | Venezuela (bandiera)     |
| 9                  | Alessia Orla             | Italia (bandiera)        |
| 10                 | Yuka Sato                | Giappone (bandiera)      |
| 11                 | Tuvshinjargal Enkhjargal | Mongolia (bandiera)      |
| 12                 | Eszter Dudas             | Ungheria (bandiera)      |
| 14                 | Valeria Piedra           | Ecuador (bandiera)       |
| 15                 | Laura Casey              | Irlanda (bandiera)       |
| 16                 | Viviana Gonzalez         | Colombia (bandiera)      |
| 17                 | Raquel Rocha             | Portogallo (bandiera)    |
| 18                 | Elinor Thorogood         | Regno Unito (bandiera)   |
| 19                 | Anna Godoy Contreras     | Spagna (bandiera)        |
| 20                 | Karolina Solovyova       | Kazakistan (bandiera)    |
| 21                 | Andrea Brown             | Zimbabwe (bandiera)      |
| 22                 | Andrea Longueria         | Cile (bandiera)          |
| 23                 | Annie Thorén             | Svezia (bandiera)        |
| 24                 | Christine Ridenour       | Canada (bandiera)        |
| 25                 | Ellie Salthouse          | Australia (bandiera)     |
| 26                 | Maddie Dillon            | Nuova Zelanda (bandiera) |
| 27                 | Hee Sun Kim              | Corea del Sud (bandiera) |
| 28                 | Cristina Betancourt      | Porto Rico (bandiera)    |
| 29                 | Sara Vilic               | Austria (bandiera)       |
| 30                 | Adriana Barraza          | Messico (bandiera)       |
| 31                 | Marlene Gomez-Islinger   | Germania (bandiera)      |
| 32                 | Fany Baysaron            | Israele (bandiera)       |
| 33                 | Charlotte Deldaele       | Belgio (bandiera)        |

## Podi
| Evento          | Oro                                                                       | Perform.   | Argento                                                              | Perform.   | Bronzo                                                              | Perform.   |
| Ragazzi         | Aaron Barclay                                                             | 54'41"49   | Kevin McDowell                                                       | 54'55"28   | Alois Knabl                                                         | 55'04"72   |
| Ragazze         | Yuka Satō                                                                 | 1h00'49"69 | Ellie Salthouse                                                      | 1h01'04"39 | Kelly Whitley                                                       | 1h01'13"49 |
| Staffetta mista | Europa 1 Eszter Dudas Miguel Valente Fernandes Fanny Beisaron Alois Knabl | 1h19'51"42 | Oceania 1 Ellie Salthouse Michael Gosman Maddie Dillon Aaron Barclay | 1h19'55"23 | America 1 Kelly Whitley Kevin McDowell Adriana Barraza Lautaro Díaz | 1h19'58"88 |

### Medagliere
| Posizione | Paese         |   |   |   | Totale |
| --------- | ------------- | - | - | - | ------ |
| 1         | Nuova Zelanda | 1 | 0 | 0 | 1      |
| 1         | Giappone      | 1 | 0 | 0 | 1      |
| 3         | Stati Uniti   | 0 | 1 | 1 | 2      |
| 4         | Australia     | 0 | 0 | 1 | 1      |
| 4         | Austria       | 0 | 0 | 1 | 1      |
| Totale    | Totale        | 2 | 2 | 2 | 6      |